# Tropicoporus linteus
Phellinus linteus
Espèce
Tropicoporus linteus (syn. Phellinus linteus) est une espèce de champignons de la famille des Hymenochaetaceae, qui se développe sur les troncs et les branches des mûriers.

## Description
Il se présente sous la forme d’un chapeau de couleur gris-brun, qui peut atteindre jusqu’à 15 cm de diamètre. Sa surface est lisse et légèrement veloutée. Sa marge est incurvée et ses lames sont fines et serrées. Sa chair est blanche et ferme. Sa stipe est court et épais et sa base est enfoncée dans le bois. Il est souvent trouvé en groupes sur les mûriers.

## Mycothérapie
L'utilisation de champignons médicinaux comme aliment et comme thé est courante en Corée. 
Ce champignon est couramment utilisé depuis des siècles dans la médecine orientale ancienne, son extrait est censé rafraîchir l'organisme et prolonger la vie.
Il est connu sous le nom de « song gen », ou « Sanghuang » en médecine chinoise, « Sang-Hwang » en coréen, et, « Meshimakobu » en japonais.
Des chercheurs ont étudié ces extraits en laboratoire.
Cette recherche en laboratoire a montré que le type d'extrait de ce champignon peut ralentir la croissance des cellules cancéreuses du sein.
Il a également été démontré qu'il avait des effets anticancéreux, sur la peau, les poumons, et la prostate.
C'est un antioxydant, anti-inflammatoire, anticancéreux, anti-tumoral, antidiabétique, neuroprotecteur, il lutte contre l'ostéoporose et les maladies auto-immunes.
Des chercheurs thailandais et coréen ont trouvé la preuve que le « champignon Phellinus thaïlandais (Phellinus linteus) » peut traiter le cancer avec moins d'effets secondaires que la chimiothérapie[réf. nécessaire].

## Systématique
Le nom correct complet (avec auteur) de ce taxon est Tropicoporus linteus (Berk. & M.A. Curtis) L.W. Zhou & Y.C. Dai, publié en 2015.
L'espèce a été initialement classée dans le genre Polyporus sous le basionyme Polyporus linteus Berk. & M.A. Curtis, 1858.
Tropicoporus linteus a pour synonymes :
- Fomes linteus (Berk. & M.A. Curtis) Cooke, 1885
- Fomes ostricolor Lloyd, 1915
- Fomes ostricoloris Lloyd (1915), 1915
- Fomes yucatensis (Murrill) Sacc. & D. Sacc. (1905), 1905
- Fulvifomes linteus (Berk. & M.A. Curtis) Murrill, 1915
- Inonotus linteus (Berk. & M.A. Curtis) Teixeira, 1992
- Phellinus linteus (Berk. & M.A. Curtis) Teng, 1963
- Phellinus ostricoloris (Lloyd) Teng (1963), 1963
- Phellinus yucatensis (Murrill) Imazeki, 1943
- Polyporus linteus Berk. & M.A. Curtis, 1858
- Pyropolyporus linteus (Berk. & M.A. Curtis) Murrill, 1903
- Pyropolyporus yucatanensis Murrill, 1903
- Pyropolyporus yucatensis Murrill (1903), 1903
- Scindalma linteum (Berk. & M.A. Curtis) Kuntze, 1898